# Tradescantia rozynskii
Tradescantia rozynskii är en himmelsblomsväxtart som beskrevs av Eizi Matuda. Tradescantia rozynskii ingår i släktet båtblommor, och familjen himmelsblomsväxter. Inga underarter finns listade.